# District de Chiengi
Le district de Chiengi est un district de Zambie, situé dans la Province de Luapula. Sa capitale se situe à Chiengi. Selon le recensement zambien de 2000, le district a une population de 83 824 personnes.